# Escrime aux Jeux olympiques de 1904
Navigation
Paris 1900 Londres 1908
Résultats des épreuves d'escrime aux Jeux olympiques d'été de 1904 à Saint-Louis aux États-Unis.

## Tableau des médailles
| Rang | Nation       | Or | Argent | Bronze | Total |
| ---- | ------------ | -- | ------ | ------ | ----- |
| 1    | Cuba         | 3  | 0      | 0      | 3     |
| 2    | États-Unis   | 1  | 5      | 4      | 10    |
| 3    | Équipe mixte | 1  | 0      | 0      | 1     |
|      |              | 5  | 5      | 4      | 14    |

## Résultats
| Épreuve                                 | Or                                                         | Argent                                                | Bronze                |
| --------------------------------------- | ---------------------------------------------------------- | ----------------------------------------------------- | --------------------- |
| Épée individuelle résultats détaillés   | Ramón Fonst                                                | Charles Tatham                                        | Albertson Van Zo Post |
| Fleuret individuel résultats détaillés  | Ramón Fonst                                                | Albertson Van Zo Post                                 | Charles Tatham        |
| Fleuret par équipes résultats détaillés | Équipe mixte Ramón Fonst Manuel Diaz Albertson Van Zo Post | États-Unis Charles Townsend Arthur Fox Charles Tatham |                       |
| Sabre individuel résultats détaillés    | Manuel Diaz                                                | William Grebe                                         | Albertson Van Zo Post |
| Canne individuel résultats détaillés    | Albertson Van Zo Post                                      | William Scott O'Connor                                | William Grebe         |

## Note
1. 1 2 3 4 5 6  Charles Tatham et Albertson Van Zo Post ont été reconnus finalement citoyens américains par le CIO, en 2021. Ils sont bien identifiés en tant que tels dans le bilan du CIO.